# Raimundo Franisse
Raimundo Franisse (ur. ?) – mozambicki pływak.
Reprezentował swój kraj w pływaniu na Letnich Igrzyskach Olimpijskich 1980, zajmując 29. miejsce na 100 metrów stylem motylkowym, a na 200 metrów stylem motylkowym zajął 24. pozycję.